# Bal-Sagoth

Bal-Sagoth es una banda inglesa de black metal sinfónico, formada en Sheffield, Yorkshire, en 1989.
Originalmente formada como una banda de black metal épico / sinfónico con fuertes elementos de death metal, el vocalista/letrista Byron Roberts tomó el nombre 'Bal-Sagoth' de la historia corta de Robert E. Howard "Los dioses de Bal-Sagoth". Su primer demo fue grabado en 1993, y desde entonces Bal-Sagoth ha publicado tres álbumes en Cacophonous Records y tres con Nuclear Blast además de remasterizar su Demo en el 2013 con 2 canciones Extra.

## Carrera
Bal-Sagoth fue concebido en 1989 por Byron Roberts, en un intento de formar lo que llamó "Una banda de black/death metal sinfónico sublimemente envuelta en un concepto de fantasía oscura y antiguos mitos y leyendas." Inspirado por escritores y artistas como Robert E. Howard, H. P. Lovecraft, Clark Ashton Smith, Edgar Rice Burroughs, J.R.R Tolkien y Jack Kirby, Byron se propuso crear su propio universo de fantasía oscura, con cuentos contados a través de las letras y música épicas. Después de varios intentos fallidos de poner en marcha el proyecto, Byron conoció a los hermanos Chris y Jonny Maudling en 1993, que también estaban buscando formar una banda seria.
Esto formó lo que sería el núcleo del equipo. Después de varios meses de ensayo y siguiendo una reorganización que produjo la partida de guitarrista líder, Alistair macLatchy, la banda grabó su primer demo a finales de 1993.
La lista banda en este punto consistía en Byron Roberts en la voz, Chris Maudling en la guitarra, Jonny Maudling en la batería, Jason Porter en el bajo y Vincent Crabtree en los teclados. La demo atrajo la atención de Cacophonous Records, que contrató a la banda en un acuerdo para grabar tres álbumes.

## Discografía
- 1995 - A Black Moon Broods over Lemuria
- 1996 - Starfire Burning Upon the Ice Veiled Throne of Ultima Thule
- 1998 - Battle Magic
- 1999 - The Power Cosmic
- 2001 - Atlantis Ascendant
- 2006 - The Chthonic Chronicles
- 2013 - Apocryphal Tales (Demo 1993)